# Catgut

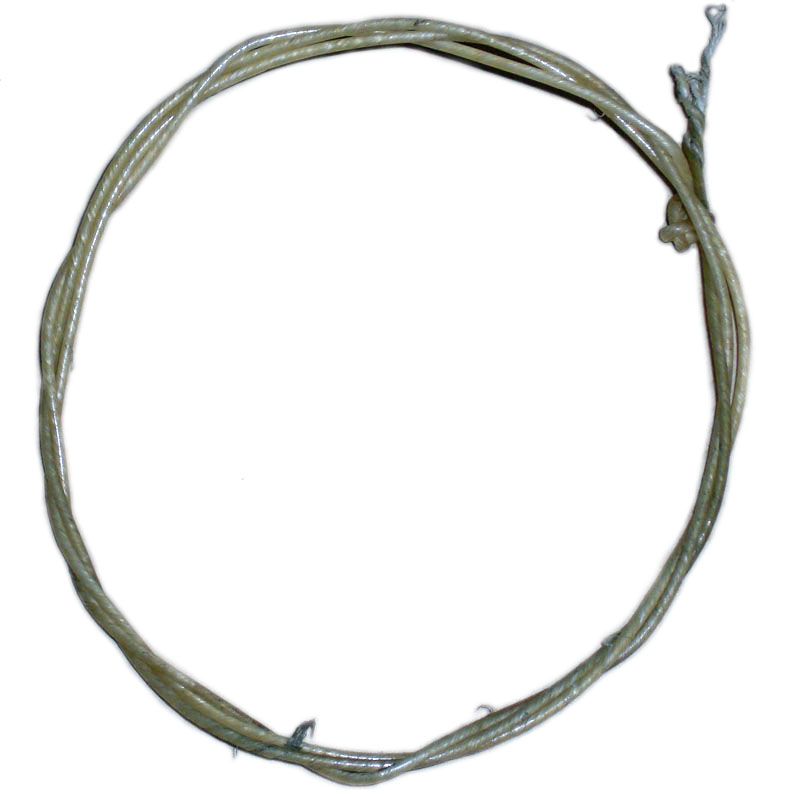
Catgut till en cello

Catgut eller kattgut är ett trådmaterial som tillverkas av olika boskapstarmar, vanligen från får och getter. Namnet är en förkortning för det engelska uttrycket "cattle gut" ("boskapstarm"). Vid tillverkningen befrias tarmarna från slemhinna och yttre bukhinneöverdrag och skärs i smala remsor. Remsorna rullas så att de blir runda, sköljs med mandel- eller olivolja för att få en slät yta, befrias från fett samt indränks med desinficerande ämnen.
Tarmtrådarnas hållbarhet och elastiska egenskaper har utnyttjats i olika stränginstrument samt till båg- och racketsträngar. Catgut har också använts i hygrometrar.
Catgut användes tidigare av kirurger till att binda om (underbinda) blodkärl vid operationer och att sy ihop sår, med mera. Bruket i modern medicin är obetydligt, och efter det att galna ko-sjukan påvisat riskerna för smittspridning med prioner från animaliskt material får catgut inte användas i sjukvården, utan har ersatts av suturtrådar tillverkade av syntetfiber.
Catguttrådarna bryts ner och resorberas i kroppen och ligger alltså inte länge kvar som främmande, retande föremål. Å andra sidan hände det ibland att catguttrådarna upplöstes alltför snabbt och att till följd därav till exempel efterblödning kunde uppstå.